# Antiblemma luna
Antiblemma luna är en fjärilsart som beskrevs av Achille Guenée 1852. Antiblemma luna ingår i släktet Antiblemma och familjen nattflyn. Inga underarter finns listade i Catalogue of Life.